# التفاوت الجندري في اليابان
على الرغم من كون اليابان أحد أكثر المجتمعات حداثة وتطورًا، لكنها اشتملت على مستويات عالية من اللامساواة بين الجنسين. في عام 2015، بلغ دخل الفرد في البلاد 38883 دولارًا أمريكيًا، إذ احتلت المرتبة 22 من بين 188 دولة، والمرتبة 17 في مؤشر التنمية البشرية. احتل مؤشر التفاوت الجندري المرتبة 19 في تقرير عام 2019، وهو منخفض نسبيًا مقارنةً بالدول المتقدمة. يرجع التباين بين الدخل والتفاوت الجندري إلى استمرار وجود الأدوار الجندرية في المجتمع الياباني. يتمثل التفاوت الجندري في اليابان من خلال العديد من النواحي المختلفة للحياة الاجتماعية في اليابان، من مستوى الأسرة إلى التمثيل السياسي، ويلعب أدوار محددة في فرص العمل والتعليم والدخل وتحدث إلى حد كبير نتيجة لاختلاف الأدوار الجندرية في المجتمع الياباني التقليدي والحديث. يكمن التفاوت أيضًا في أمور الطلاق والعلاقات المثلية ويعود ذلك إلى النقص في القوانين التي تحمي الطرفين ضمن الطلاق ووجود قوانين زواج تقييدية؛ يُعد التمييز أمرًا خارجًا عن القانون ويُعد حاضرًا في المجتمع الياباني الحديث.

## القيم الأسرية
حُددت ديناميات الأسرة في اليابان تاريخيًا من خلال تحديد أدوار شخصين، دور المرأة كربة المنزل أو القائم بالرعاية، ودور الرجل في كسب الدخل وهو تقسيم مشترك تاريخيًا للعمل بين الجنسين. بعد انتهاء مشاركة اليابان في الحرب العالمية الثانية، تضمن الدستور الياباني الناتج المادة 24، «بند المساواة الجندري»، والذي طُرح من باب توجيه البلاد نحو المساواة الجندرية. مع ذلك، فقد أدت معايير الأسرة والمعايير الجندرية الراسخة بعمق إلى رفض البند الجديد من قبل المواطنين وبقيت الثقافة على حالها السابق حتى عام 2009.
لم تبدأ النساء في ممارسة دور أكبر في الاقتصاد مدفوع الأجر حتى منتصف السبعينيات. مع ذلك، فلم يحاول الرجال اليابانيون ممارسة دور أكبر داخل المنزل. أظهرت الدراسات وجود ترابط سلبي بين عدد ساعات عمل الآباء في وظائفهم ومقدار الأعمال المنزلية (بما في ذلك رعاية الأطفال) التي يقومون بها داخل المنزل. بعد العمل المأجور، يعود الأب إلى المنزل، ويقضي معظم وقته في تناول الطعام أو في تفاعلات غير اجتماعية مثل مشاهدة التلفاز مع أسرته. أدى هذا إلى نشوء مصطلح «الشراكة اليابانية» وهو مرادف للذكور الذين يكرسون حياتهم لعملهم خلال وجودهم في علاقة طويلة الأمد.
ومن المصطلحات الأخرى التي غدت شائعة في اليابان مصطلح «مجتمع عديم العلاقات» الذي يصف كيف أن ساعات العمل الطويلة لم تترك وقتًا كافيًا أو لم تترك أي وقت حتى للتواصل مع الأسرة. أصبح المجتمع الياباني في حالة عزلة ضمن الأسرة، إذ لم يكن هناك متسع من الوقت بعد العمل للأفراد سوى لأنفسهم بعيدًا عن بقية أفراد الأسرة. وهذا ينطبق بشكل خاص على العائلات التي ترغب في إنجاب طفل ثان. نتيجة قوانين الشركات وتنظيم العمل، يضطر الرجال من جميع الأعمار في الشركات الكبرى إلى إعطاء الأولوية للعمل طوال حياتهم. هذا القدر المحدود من مساهمة الرجال ومساعدتهم داخل المنزل يلقي بجميع الأعباء على الزوجة.

### الطلاق
في اليابان، تعتبر عملية الحصول على الطلاق قضية عائلية شخصية لا تتدخل فيها الحكومة اليابانية بشكل كبير باستثناء تقديم الأوراق القانونية التي يجب أن يوقعها كلا الشريكين بالتراضي. يُتاح خيار الطلاق للشركاء من خلال نظام محكمة الأسرة أو من خلال التسجيل البسيط في أحيائهم. كانت تجري حوادث الطلاق في أواخر السبعينيات في اليابان بسبب الزنا غالبًا والمشاكل المالية وعدم التوافق، لكن ترجع أسباب الطلاق في الوقت الحالي إلى عدم التوافق بين الشخصيات يليه الإساءة والعنف من قبل الزوج. في الحالات التي تنطوي على العنف المنزلي أو الإساءة من قبل الزوج، ينتهي الأمر بالمرأة في وضع غير موات مع فرص اقتصادية محدودة بعد الطلاق وذلك بسبب التمييز والتوزيع غير المتكافئ للأصول.

## حقوق الزواج لمجتمع الميم والعنف في القانون
لم يُشرع زواج المثليين في اليابان بشكل واضح لكن سُمح بالاقتران بين المثليين وسُهّل من خلال تبني الراشدين وشهادات الشراكة. الثقافة اليابانية حول العنف الشهواني حاضرة تمامًا في اليابان وتضفي طابعًا جنسيًا عن الجسد الأنثوي وتسيء له مع تأثير من القوانين التي تشجع التطابق والتماثل ضمن أطر قانونية وسن القوانين المحيطة بالعنف الجنسي. تؤثر هذه التفاوتات على العديد من جوانب حياة الأفراد الذين لا يستطيعون التماهي مع أعراف الزواج المغاير بما في ذلك التمييز الاجتماعي والقانوني في مكان العمل والتعليم والرعاية الصحية والإسكان، مع التمييز القانوني الناشئ عن الكوسكي (نظام أسري). أجريت بعض التغييرات في محاولة لمكافحة التمييز الاجتماعي، مثل تطبيق وزارة الصحة اليابانية للوائح ضمن مكان العمل تدين التمييز الاجتماعي أو التمييز في الدخل ضد الأشخاص بسبب ميولهم الجنسية.

## استطلاع تنقل الطبقات الاجتماعية
أجري مسح الطبقات الاجتماعية والتنقل لأول مرة في عام 1955 وأجري في كل عقد منذ ذلك الحين. يهدف المسح الأول إلى دراسة الأساس الاقتصادي لليابان. تواجه دراسة استقصائية واسعة النطاق مسح الطبقات الاجتماعية والتنقل مشاكلًا؛ تمر العديد من القضايا المحلية دون أن يلاحظها أحد ويظل التفاوت مختبئًا داخل الأسر حتى يتمكن مسح أكثر تركيزًا من الكشف عن المزيد. ومع ذلك، حتى هذا الاستطلاع كان خطوة كبيرة نحو الوعي الوطني حول قضايا المساواة الجندرية.
في المسح الرابع، الذي اكتمل عام 1985، كان هناك حركة كبيرة مسجلة نحو المساواة. حتى ذلك الحين، كانت تُحسب النساء فقط كربات بيوت، ولم يُحتسب عمل الشركات العائلية (المساعدة في الأعمال التجارية المملوكة للعائلة، مثل العمل في المزرعة) ضمن تدابير الحراك الاقتصادي. من هنا بدأنا أخيرًا في رؤية تحول نحو ثقافة أكثر مساواة.

## قانون تكافؤ فرص العمل
بعد أن اشتملت الاستطلاعات الوطنية أخيرًا النساء، أدخلت الحكومة اليابانية قانون تكافؤ فرص العمل. قبل سن القانون، كان بإمكان النساء عمومًا الحصول على وظائف كثيفة العمالة فقط في ظروف عمل سيئة، معظمها في المزارع أو في المصانع غير الآمنة. وجدت معظم النساء الأخريات وظائف كسكرتيرات أو مساعدات. بدأت اليابان ما بعد قانون تكافؤ فرص العمل برؤية وظائف الياقات الزرقاء تمتلئ بالآلات، ما يتيح للمرأة الحصول على فرص أفضل في أماكن أخرى من المجتمع.
يهدف قانون تكافؤ فرص العمل إلى خلق المساواة ضمن القوى العاملة للناس من جميع الأجناس. على الرغم من هذه الأهداف، لا تزال المرأة تتعرض للتمييز في جميع المجالات. على الرغم من التمييز المستمر، تواصل اليابان الحديثة المضي قدمًا بدعم قانون تكافؤ فرص العمل (وقوانين المساواة الأخرى مثل اتفاقية القضاء على جميع أشكال التمييز ضد المرأة) نحو وظائف أكثر أمانًا وذات أجور أفضل للنساء. في عام 2014، عيّن رئيس الوزراء شينزو آبي خمس نساء في مناصب سياسية داخل حكومته. من بين هؤلاء، احتفظت ثلاثة فقط بمناصبهن بسبب الفضائح المتعلقة بالتمييز الجنسي في مكان العمل.